# Борба (1898)
Вижте пояснителната страница за други значения на Борба.
„Борба“ е вестник на Българското тайно революционно братство, издаван в 1898 година в Солун, Османска империя.
Печата се на хектограф. В списването му взимат участие Недялко Колушев, Анастас Наумов, Христо Тенчев и отчасти ръководителят на Братството Иван Гарванов. Излизат общо 7 – 8 броя.